# Archimede
„Archimede” – nazwa noszona na przestrzeni dziejów przez kilka okrętów Regia Marina:
- „Archimede” – korweta śrubowa z lat 40. XIX wieku[1]
- „Archimede” – awizo typu Archimede z lat 80. XIX wieku[2][3]
- „Archimede” – ex brytyjski uzbrojony jacht z lat 90. XIX wieku „Homs” i „Capersailzie”, w służbie włoskiej w latach 1912–1928[4]
- „Archimede”(inne języki) – okręt podwodny typu Archimede z okresu międzywojennego, sprzedany w 1937 roku Hiszpanii, gdzie pływał pod nazwą „General Sanjuro”[5]
- „Archimede”(inne języki) – okręt podwodny typu Brin z okresu międzywojennego i II wojny światowej[6]